# Janvier 1804

## Événements
- Début de l'Ère Bunka au Japon (fin en avril 1817)[1].
- Serbie : les janissaires font arrêter et tuer 70 notables serbes[2].

- 1er janvier : Jean-Jacques Dessalines, ancien lieutenant de Toussaint Louverture déclare l'indépendance d'Haïti et fonde la première République noire de l’histoire dans la partie française de Saint-Domingue, qui prend le nom que donnait autrefois les indiens à l’île. Le 8 octobre, il est proclamé empereur d'Haïti sous le nom de Jacques Ier[3].

- 17 janvier : le gouverneur du Sénégal Blanchot reprend provisoirement l’île de Gorée aux Britanniques, qui la reprennent le 18 mars[4].

- 28 janvier, Russie : Adam Czartoryski est nommé ministre des Affaires Étrangères (fin en 1806)[5].

## Naissances
- 9 janvier : Louis Jean Baptiste d’Aurelle de Paladines, militaire français, général de division († 17 décembre 1877).
- 26 janvier : Eugène Sue, écrivain français († 3 août 1857).

## Décès
- 4 janvier : Jacques-François de Borda d'Oro, magistrat et géologue français (° 25 mai 1718).
- 15 janvier : Dru Drury (né en 1725), orfèvre et entomologiste amateur britannique.